# John Nunn (marin)
Pour les articles homonymes, voir Nunn.
John Nunn, né le 2 juillet 1803 à Harwich et mort en 1860, est un marin et écrivain anglais. 
Durant sa carrière de marin, il fait naufrage aux îles Kerguelen, inhabitées, et y reste trois ans et demi. Il relate ses aventures dans un livre qui décrit également l'archipel en détail.

## Biographie
John Nunn est né le 2 juillet 1803 à Harwich, dans l'Essex, en Angleterre. Il est le fils d'un pêcheur. Durant sa jeunesse, il aide son père à pêcher. À 15 ans, il commence à s'entraîner régulièrement et à travailler sur un chalutier de pêche au turbot. Deux ans plus tard, il  part en Hollande et est engagé sur un bateau de pêche. Lors d'une sortie au large des côtes néerlandaises, le bateau s'échoue et est complètement détruit par les vagues. L'équipage parvient à s'échapper sur un banc de sable et est récupéré par d'autres bateaux. Après cette aventure, il poursuit sa formation et son travail de pêcheur sur divers bateaux.
En 1825, il rejoint le Royal Sovereign sous les ordres du capitaine Alexander Sinclair, qui se dirige vers les îles Kerguelen,. Au cours de ce voyage de quatre mois, ils rencontrent un pirate qui ne réussit pas à les capturer. Le navire arrive sur les Kerguelen, alors appelées Île de la Désolation ou simplement Désolation,. L'équipe lance une chasse systématique aux phoques pour leurs peaux et aux éléphants de mer pour faire bouillir leur graisse. Lors d'une excursion, le sloop, le Francis, fait naufrage sur la côte rocheuse de l'île Saddle (aujourd'hui l'île de l'Ouest) par gros temps le 3 novembre 1825. Les quatre membres d'équipage, dont Nunn, parviennent à regagner la côte et sont finalement retrouvés quatorze jours plus tard par l'équipage du second sloop, le Favorite, et ramenés au navire-mère. Le désastre se répète le 26 décembre 1825, lorsque le second sloop, le Favorite, coule également au large de l'île Saddle. Les quatre membres d'équipage, dont Nunn, réussissent à rejoindre la côte grâce à un radeau construit à la hâte. Pendant ce temps, le capitaine du Royal Sovereign, disposant de peu de moyens d'action sans ses deux sloops et après trois semaines de recherches infructueuses, croyant l'équipage du Favorite perdu, quitte les îles Kerguelen sans les membres disparus de son équipage, abandonnés sans défense sur la côte ouest accidentée des Kerguelen. Ce n'est qu'au printemps 1828 qu'ils sont retrouvés par l'équipage d'un autre navire. Après une année supplémentaire aux îles Kerguelen, ils embarquent pour leur retour au printemps 1829 et rentrent à l'été 1829.
De retour en Angleterre, Nunn s'engage sur un navire postal pour le service postal continental. Cependant, il perd rapidement deux doigts de la main droite dans un accident, ce qui l'empêche de poursuivre son activité de matelot qualifié. Il accepte donc un emploi sur un navire pilote, poste qu'il occupe jusqu'en 1837. Il travaille ensuite comme guide touristique et se lance dans la pêche artisanale à Harwich.
À la fin des années 1840, l'expert en phoques W.B. Clarke rencontre Nunn. Ce dernier trouve les récits de Nunn sur ses expériences des années 1820 si remarquables qu'il les compile dans un livre dans lequel sont consignées chronologiquement ses expériences, mais aussi ses observations géographiques et scientifiques et les descriptions de son métier. De plus, les cartes des îles Kerguelen, jusque-là incomplètes, sont améliorées selon les informations de Nunn. Le livre, basé sur les mémoires de Nunn, est publié à l'été 1850. À cette époque, Nunn a une famille, mais vit dans des conditions précaires, probablement en raison de sa main droite infirme. Clarke demande ainsi du soutien pour Nunn dans la préface du livre.
Dans les années 1860, Nunn s'entretient de nouveau avec Richard Cutler, un visiteur de Harwich, de ses expériences antérieures, à tel point que Cutler décrit à nouveau Nunn et ses expériences dans une publication,, bien que beaucoup plus courte et en partie contradictoire avec le contenu du livre publié en 1850, probablement sans le connaître. Le livre de Cutler est discuté en détail en 1864 et décrit comme un recueil de potins.